# سيمبلي كي بوب
سيمبلي كي بوب (بالإنجليزية: Simply K-Pop) هو عرض موسيقي باللغة الإنجليزية على قناة أريرانغ يتميز باستضافة نجوم كي بوب الذين يؤدون على خشبة المسرح ويتفاعلون مع الجمهور خلال العرض، ويقدم تجربة شخصية وقريبة على عكس أي برنامج موسيقي آخر. العرض كان يسمى في الأصل The M-Wave وتغير إلى Wave K في عام 2011. وفي عام 2012، العرض تغير إسمه مرة أخرى إلى Simply K-Pop وهو من تقديم  الي كيم من فرقة يو كيس.
حاليا البرنامج يتم تقديمه من فنان عشوائي، أو عضو بالفرقة الموسيقية التي تؤدي على خشبة المسرح. العرض يذاع على مستوى العالم على قناة أريرانغ كل يوم جمعة على ساعة 9:00AM بتوقيت كوريا الجنوبية، ومتوفر على موقع فيكي مع ترجمة بلغات متعددة.

## برامج مماثلة
- نظام بث سول (إنكيقايو)
- نظام البث الكوري (ميوزيك بانك)
- مؤسسة منهوا للإذاعة (شوو! أوماك جونشيم)
- إمنت (إم! كاونت داون)
- قناة أريرانغ (بوبز إن سول)
- إم بي سي ميوزيك (شوو تشامبين)
- إس بي إس إم.تي.في (ذا شوو)

## وصلات خارجية
- Simply K-Pop نسخة محفوظة 20 مارس 2015 على موقع واي باك مشين. - الموقع الرسمي